# 네팔의 구

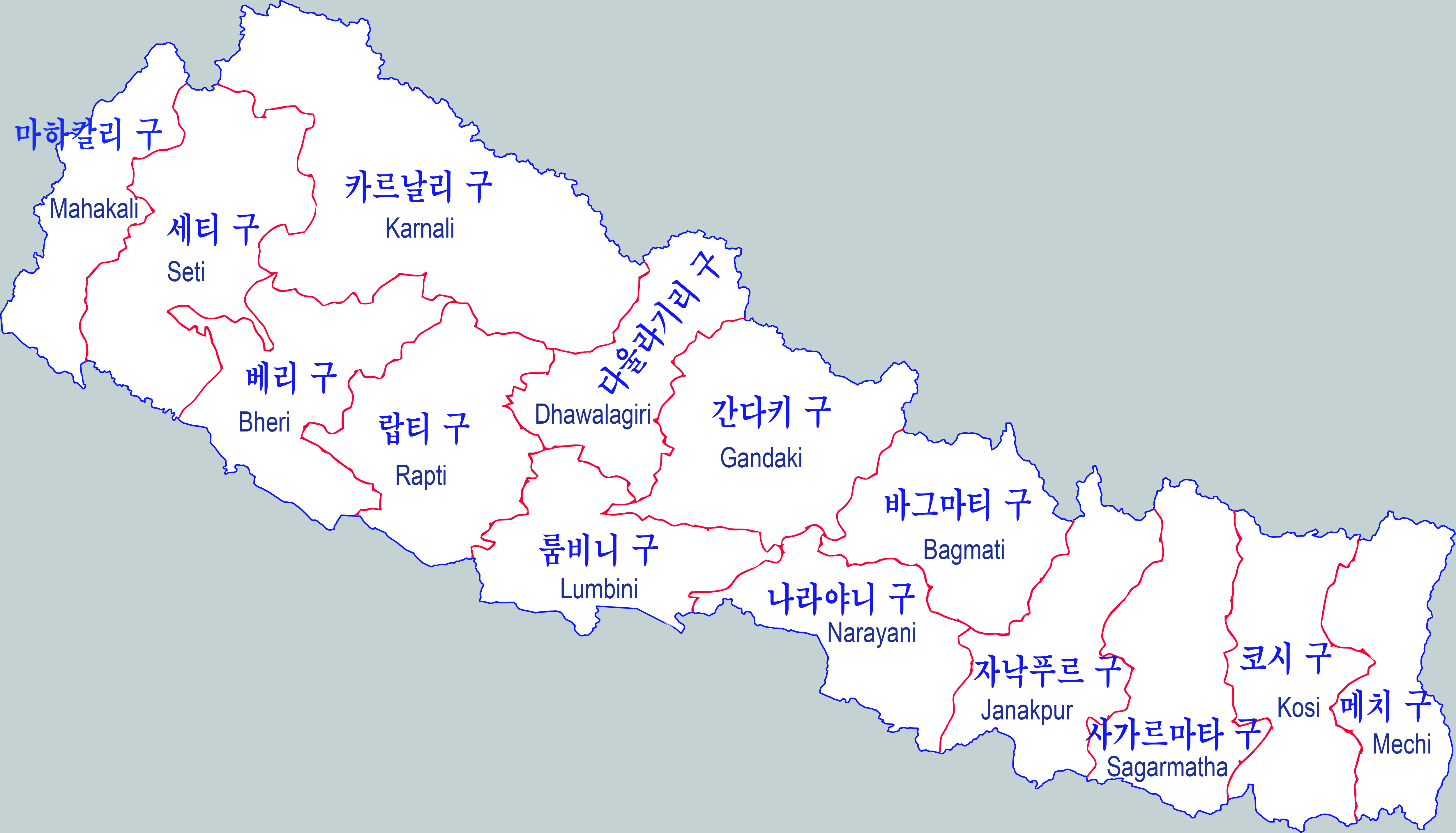
네팔의 구

네팔은 2015년까지 구(네팔어: अञ्चल, añcal, 영어: zone)라는 행정 구역이 개발 지구 밑에 14개 있었다.
1. 바그마티구
2. 베리구
3. 다울라기리구
4. 간다키구
5. 자낙푸르구
6. 카르날리구
7. 코시구
8. 룸비니구
9. 마하칼리구
10. 메치구
11. 나라야니구
12. 랍티구
13. 사가르마타구
14. 세티구